# Johann Christoph Denner
Johann Christoph Denner (13. srpna 1655 Lipsko – 20. dubna 1707 Norimberk) byl německý nástrojař a vynálezce klarinetu.
První klarinet sestavil okolo roku 1700 na základě podkladů německého matematika Johanna Gabriela Doppelmayra. Klarinety se v orchestrech plně prosadily přibližně od roku 1740 a od té doby jsou důležitou součástí dechové sekce.
Denner také založil vlastní výrobnu hudebních nástrojů, kterou po něm převzali jeho synové.